# もう一度あの日のように
「もう一度あの日のように」（もういちどあのひのように）は1993年5月10日に発売された德永英明16枚目のシングル。

## 解説
前作「I LOVE YOU」から半年ぶりに発売されたシングル。
同年12月10日に発売された8作目のオリジナル・アルバム『Nostalgia』には自身が編曲まで担当したカップリング曲「恋の花」と2曲共に収録された。

## 収録曲
全作詞・作曲：德永英明
1. もう一度あの日のように
編曲：瀬尾一三
2. 恋の花
編曲：德永英明
3. もう一度あの日のように（Original Karaoke）

## 主な収録アルバム
- Nostalgia
- シングルコレクション (1992〜1997)
- SINGLES BEST